# WSK PZL-Kalisz

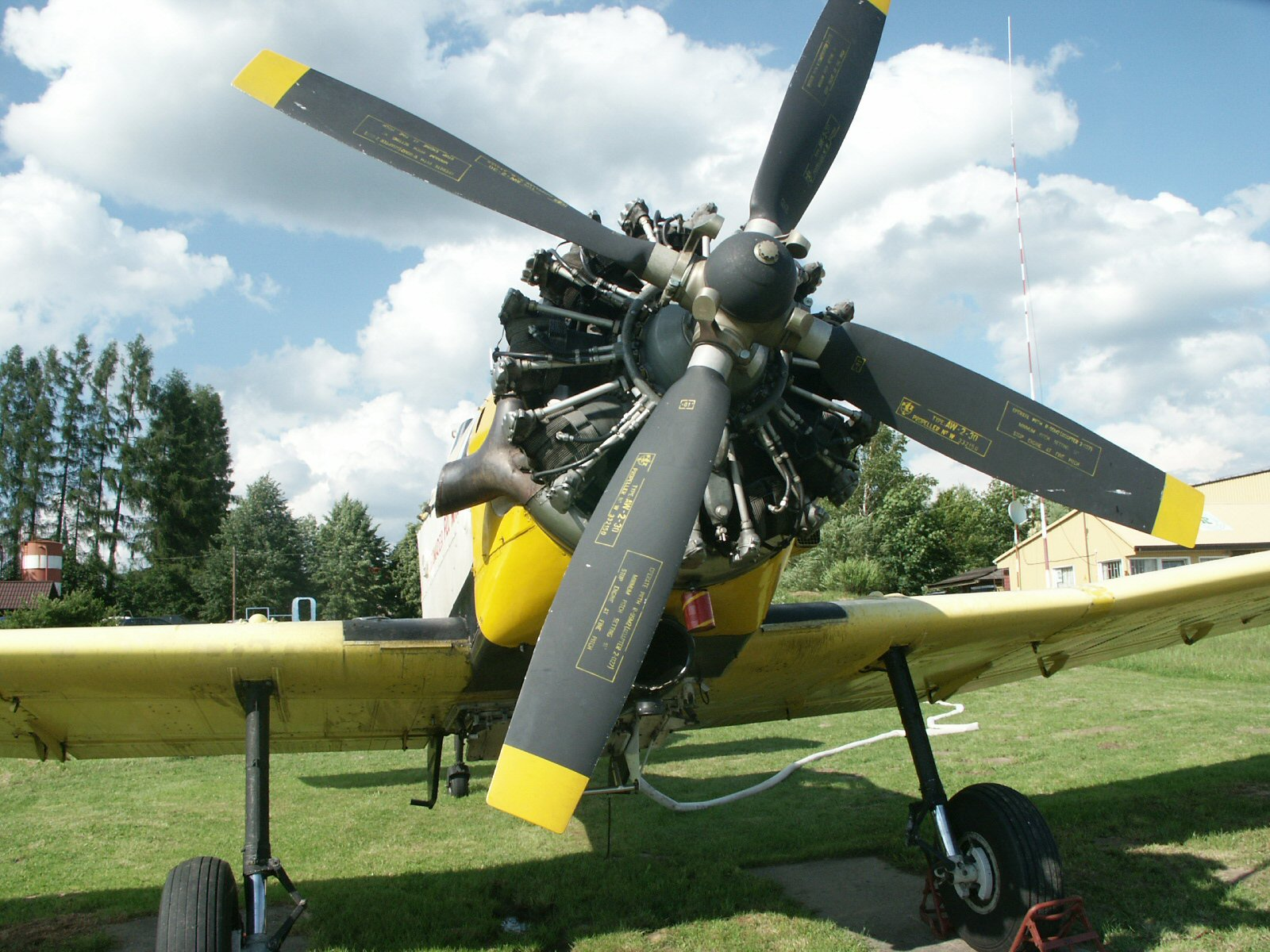
ASz–62IR csillagmotor PZL M–18 Dromader mezőgazdasági repülőgépbe építve

A WSK PZL-Kalisz, teljes nevén PZL-Kalisz Közlekedési Berendezések Gyára (lengyelül: Wytwórnia Sprzętu Komunikacyjnego „PZL-Kalisz”) a lengyelországi Kaliszban működő gépgyártó vállalat. Fő tevékenységi köre repülőgépmotorok, repülőgépmotor- és egyéb motoralkatrészek gyártása, repülőgépmotorok nagyjavítása. A cég fő gyártmánya az ASz–62IR csillagmotor.

## Története
A gyárat 1941-ben hozták létre és nyitották meg Kaliszban a második világháborús német megszállás idején Zollern-Werke-Weser Flug néven. A gyár tehergépkocsi-motorokhoz gyártott hengereket.
A háború után, 1946-ban a vállalatot államosították. Ekkor átnevezték Állami Autógyárak (Państwowe Zakłady Samochodowe) névre. A vállalatot 1949-ben Autóberendezések Gyára és Kaliszi Járműjavító Üzemre nevezték át. Ekkor a cég motoralkatrészek gyártásával és motorok javításával foglalkozott.
1952-ben kormányzati döntés alapján a céget repülőgépmotorok gyártására állították át. A gyár feladata a szovjet licenc alapján Lengyelországban gyártott motoros repülőgépek csillagmotorjainak gyártása lett. Ekkor a cég a WSK Delta nevet kapta (Wytwórnia Sprzętu Komunikacyjnego Delta), A cég első gyártott motortípusai a szovjet licenc alapján készülő M–11D és M–11FR öthengeres csillagmotorok voltak, amelyeket a Lengyelországban a Po–2-es licenc alapján gyártott változatán, a CSS–13-on, valamint a szintén szovjet licenc alapján készülő Jak–18-ason, és a lengyel tervezésű LWD Junakon használtak. Ezt a motor Lengyelországban már az 1940-es évek végétől gyártotta Lengyelországban a WSK PZL-Rzeszów motorgyár is.
A gyár 1956-ben kezdte el az AI–14R csillagmotorok gyártását a Jak–12, a PZL–101 Gawron és a PZL–104 Wilga repülőgépekhez. Ezekből a motorokból évente 100–120 darabot gyártottak. 
1957–1960 között folyt a WN–3 héthengeres csillagmotor gyártása. Ez a motort Wiktor Narkieicz és tervezőcsoportja tervezte az 1950-es évek közepén Lengyelországban. A motort a TS–8 Bies lengyel kiképző és gyakorló repülőgépbe építették be, de ezt a motort használták a PZL MD–12 szállótó repülőgépen és a GIL BŻ–4 Żuk helikopteren is.
1961-ben kezdődött a PZL-Kalusznál  a szovjet AS–62IR csillagmotorok sorozatgyártása ASz–62IR jelzéssel. Az 1000 LE-s kilenchengeres csillagmotorokból évente kb. ezer darab készült. Ez a motor vált a cég fő gyártmányává a későbbi években, és ezt a motort a cég napjainkban is gyártja. A motort az An–2-esen és a PZL M–18 Dromader mezőgazdasági repülőgépen alkalmazzák.
A gyár az 1970-es években részt vett a WSK PZL-Rzeszównál készített gázturbinás sugárhajtóművek, valamint az 1980-as években az An–28-ashoz gyártott TWD–10B légcsavaros gázturbina egyes részegységeinek gyártásában is. 1971-ben átvette a WSK PZL-Rzeszówtól a Lis–2 gázturbinás sugárhajtómű gyártását. A cég később részt vett az Il–86-os szárnyának lengyelországi gyártási programjában, a WSK PZL-Kalisz szárnymechanizációs berendezéseket (a szárny mozgó alkatrészeinek mozgató mechanizmusait) készítette.
A cég 1987-től a kanadai  Pratt & Whitney Canada céggel működött együtt és alkatrészeket gyártott gázturbinás hajtóművekhez.
Az 1990-es évek elejének gazdasági átalakulása negatívan érintette a céget. Elvesztette a volt szocialista országok exportpiacait, amelyek addig a cég termékeinek 90%-át vették fel. A cég a Pratt & Whitney Canada-val közösen létrehozta a Pratt & Whitney Kalisz Sp. z o.o. közös vállalatot. A WSK PZL-Kalisz ebbe a közös cégbe bevitte kezdetben az egyik, majd később még kettő üzemcsarnokát, valamint a dolgozók egy részét. Később a  Pratt & Whitney Kalisz cégnek a Pratt & Whitney Canada maradt az egyetlen részvényese, a WSK PZL-Klaisz kiszállt a cégből.
Az addig állami tulajdonú WSK PZL-Kalisz céget 1996. augusztus 27-én privatizálták. A cég fő terméke továbbra is az ASz–62IR csillagmotor maradt. Emellett más repülőgépgyárak számára számára is gyártanak alkatrészeket és berendezéseket, valamint a cég az ASz–62IR motorok és TWD–10 légcsavaros gázturbinák egyes részegységeinek nagyjavítását is végzi. Emellett kidolgozták a motor modernizált változatát is, az ASz–62IR–16E-t, amelyet elektronikus üzemanyag-befecskendezővel látta el. A cég kifejlesztett két új motort is a 2000-es éveken. A PZL–100 egy kéthengeres, négy ellendugattyús konstrukció, amely 104 LE-s teljesítményre képes. A PZL–200 egy négyhengeres, 280 LE-s boxermotor. Mindkét motor tesztelési fázisban van.
A cégnek 2018-ban 720 dolgozója volt. A cég napjainkban a 2013-ban létrehozott lengyel állami PGZ holding tulajdonában van.